# Clorato

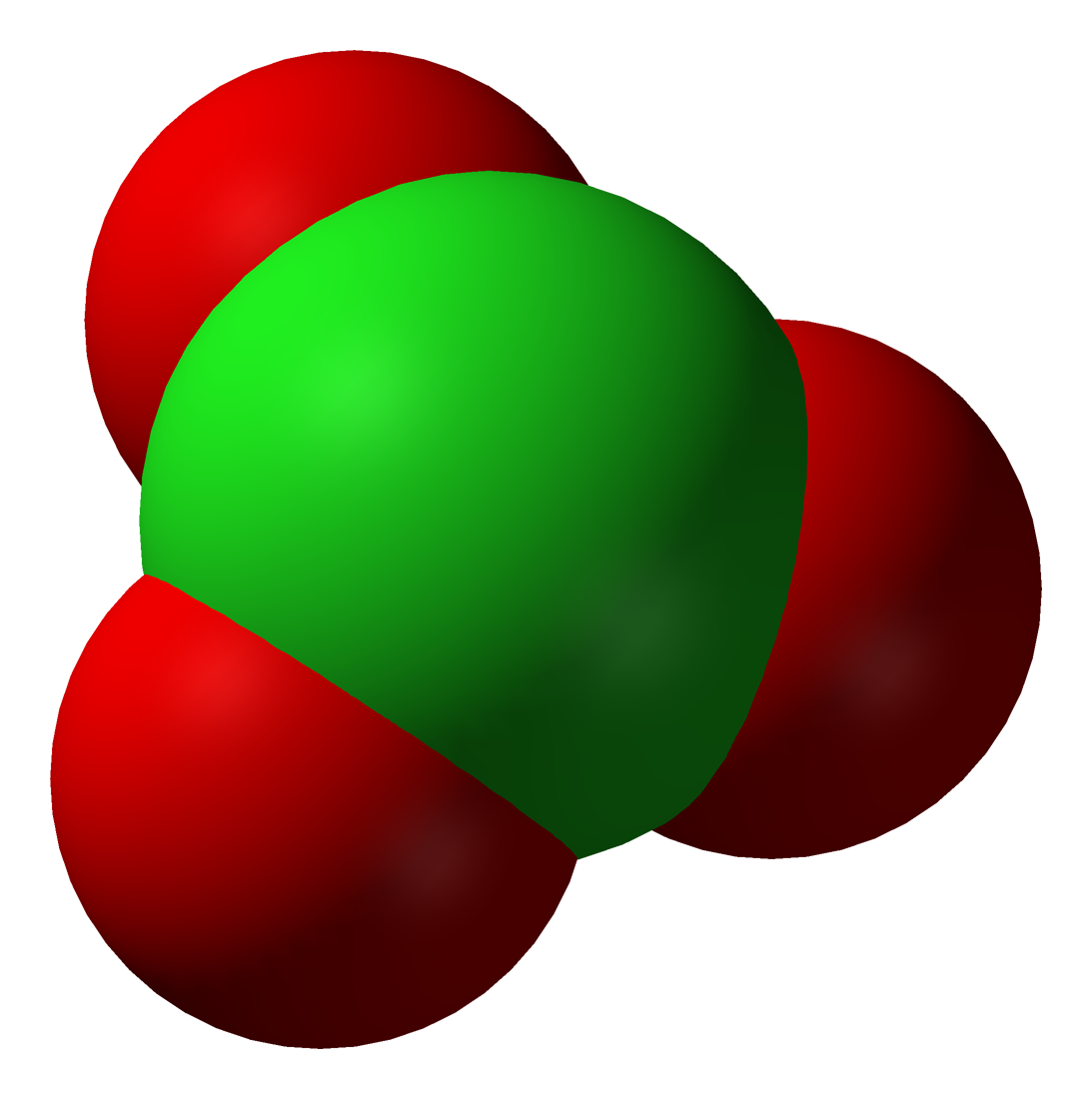
Ion clorato

Los cloratos son sales del ácido clórico HClO3.
Contienen el cloro en estado de oxidación +V. Se trata de oxidantes fuertes aunque a su vez pueden ser oxidados a percloratos ClO4-.
Debido a su elevado carácter oxidante y su alta inestabilidad asociada no se encuentran en la naturaleza.

## Aplicaciones
Sus compuestos más usados son los siguientes:
- clorato de sodio (NaClO3)
- clorato de potasio (KClO3)
- clorato de bario (Ba[ClO3]2)
- clorato de amonio (NH4ClO3)
- clorato de estroncio (SrClO3)
- clorato de cromo (III) (Cr[ClO3]3)

Los cloratos se encuentran constituidos en algunas formulaciones pirotécnicas pero, debido a su inestabilidad, se han ido sustituyendo por percloratos más seguros. También son empleados en la elaboración de algunos explosivos. 
Sus mezclas con material inflamable resultan extremadamente peligrosas ya que pueden detonar sin razón aparente.
La reacción violenta con el fósforo se utiliza en las cerillas. La cabeza de la cerilla contiene pequeñas cantidades de clorato de potasio además de sustancias oxidables y almidón o parecido como pegamento. El área contra qué se mueve la cerilla contiene fósforo rojo que con el calor de la fricción se transforma parcialmente en fósforo blanco. Este finalmente reacciona con el clorato y la energía liberada enciende la cerilla.
Otra aplicación de los cloratos es su uso como herbicida.
- Datos: Q217813
- Multimedia: Chlorate ion / Q217813